# Korczyna (gmina)

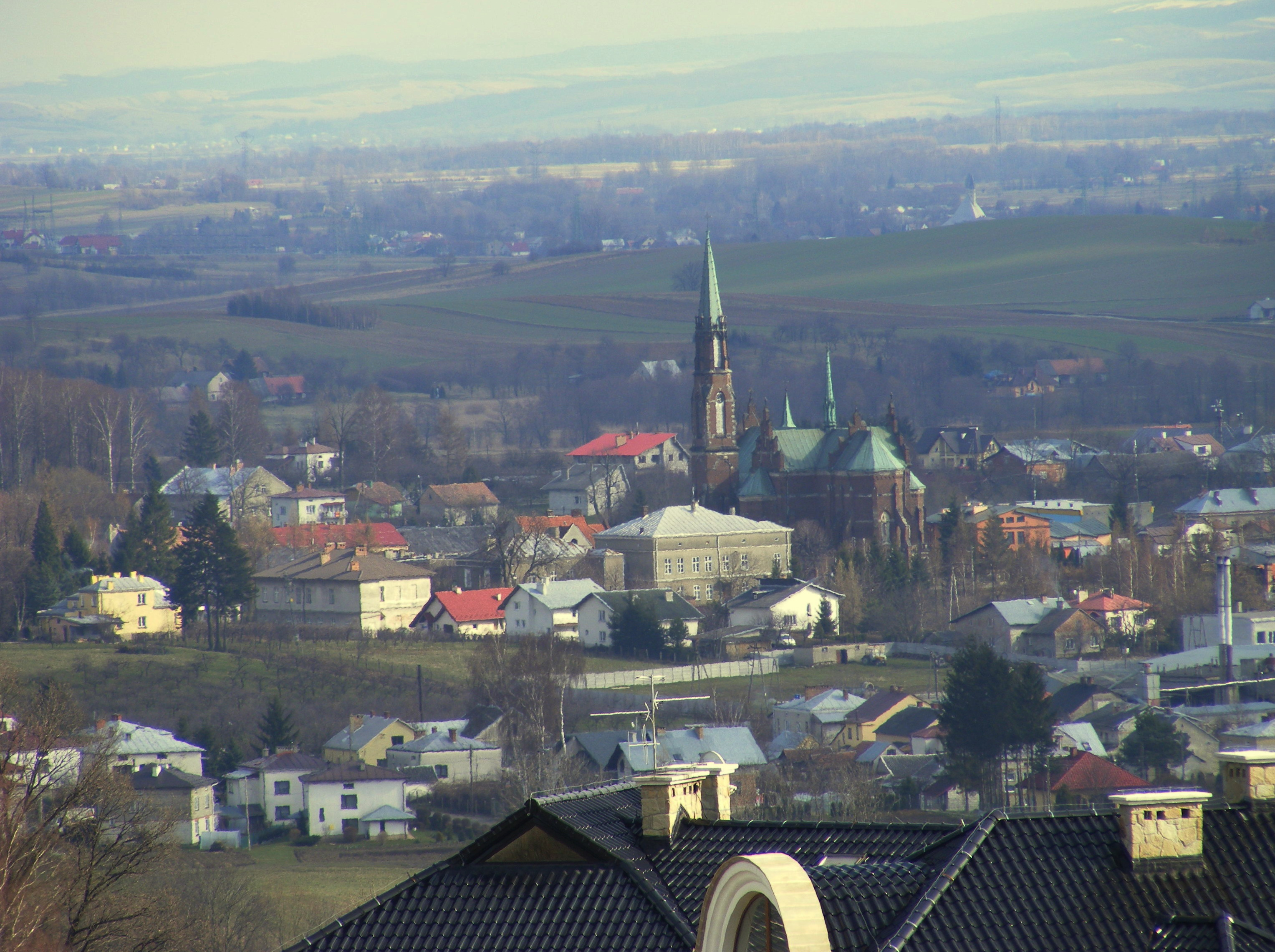
Korczyna, widok ze stoków Łysej Góry 404 m n.p.m.

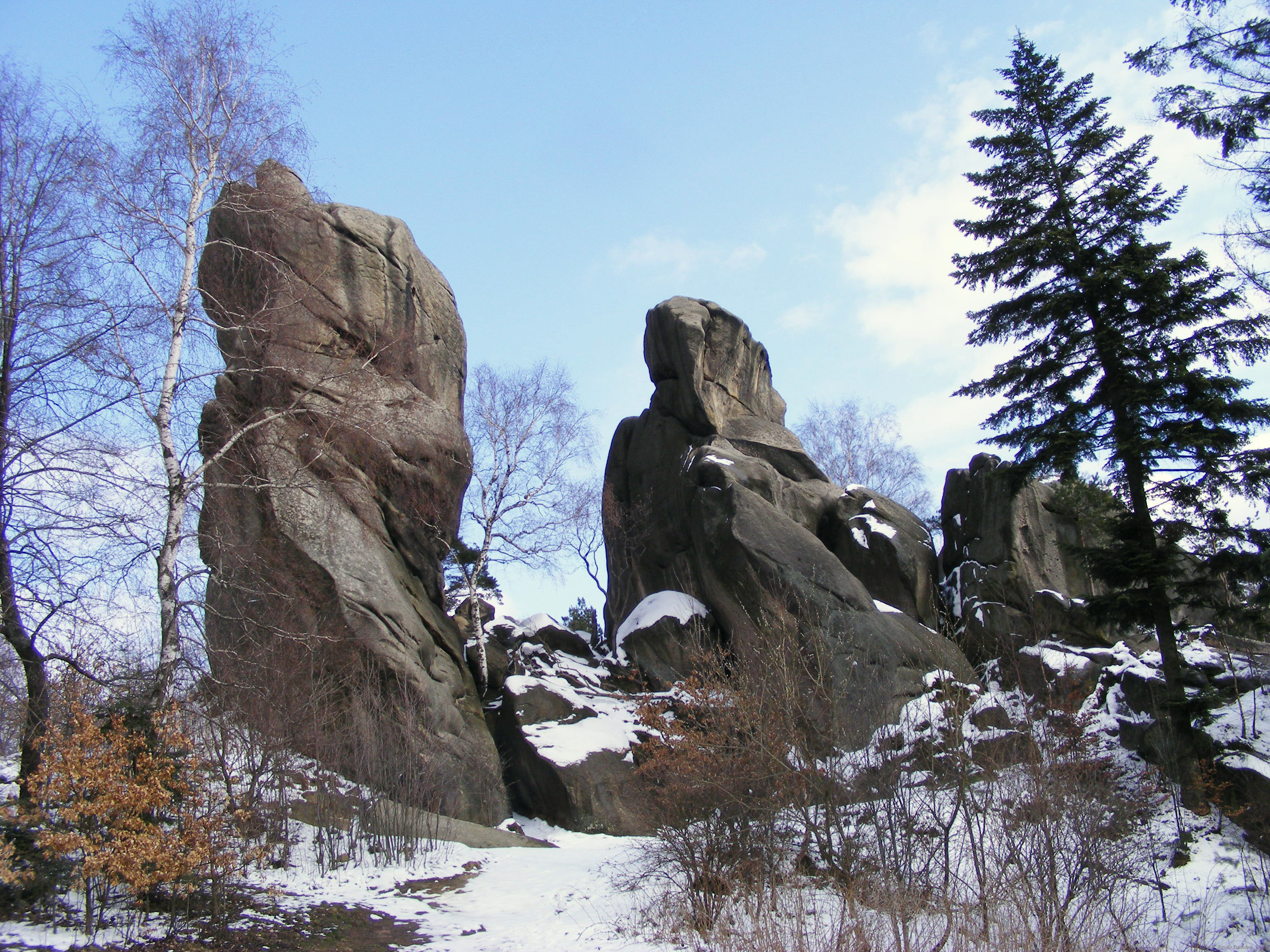
Rezerwat przyrody Prządki w Czarnorzekach

Korczyna – gmina wiejska w województwie podkarpackim, w powiecie krośnieńskim. W latach 1975–1998 gmina położona była w województwie krośnieńskim.
Siedziba gminy to Korczyna.
Według danych z 31 grudnia 2018 gminę zamieszkiwało 11 212 osób.

## Historia
Pięknie opisuje od powstania dzieje Korczyny ks. Władysław Sarna "Opis powiatu krośnieńskiego"
„Korczyna, miasteczko nieregularnie zbudowane, leży w dolinie 279 metr. nad powierzchnią morza; dolina ta otoczona jest lesistemi górami, wznoszącemi się od zachodu i wschodu do 340, a od południa do 495 metr. Od południa roztacza się obszerna równina. Korczyna graniczy od wschodu z Kombornią, od południa z Krościenkiem Niżn., od zachodu z Odrzykoniem i w pewnej części z Białobrzegami, a od północy z Czarnorzekami i w małej części z Węglówką.
Miasteczko jest zbudowane przy ujściu Śmierdziączki, uchodzącej z prawego brzegu do Ślączki, pobocznej Wisłoka, pod 39° 29' wschodniej długości od Ferro i 49° 43' północnej szerokości. Część północna, mająca więcej porozrzucane zabudowania i wyższe położenie (289 metr. n.p.m.), nazywa się Podzamczem. Sporne, należące do Korczyny, leży w północno-zachodniej stronie od miasteczka nad potokiem Marcinką, uchodzącym do Wisłoka.
Pierwotnie Korczyna nazywała się: "Kothczina, Kothczyna" i niektórzy nazwę tę wywodzą od słowa Kothschoen, piękne błoto, że osada została założona w miejscowości błotnistej. Korczyniacy do dziś dnia nazywają swe miejsce rodzinne: Kotczyna.
Kiedy Korczyna została założona, nie wiadomo; zdaje się, iż dopiero w piętnastym wieku jako kolonia niemiecka. W dokumencie z r. 1420, w którym Piotr Falkowski podsędek sandomierski poświadcza rozgraniczenie dokonane na rozkaz królewski między wsią Eremberg a przedmieściami krośnieńskimi, powiedziane jest, że granice te były tam, gdzie pola Kotkenhaw i miasta się schodzą. Pod Kotkenhaw najprawdopodobniej należy rozumieć Korczynę.
Kiedy w roku 1448 (dnia 26 stycznia) bracia Mikołaj, Marcin i Henryk Kamienieccy, dziedzice zamku kamienieckiego (odrzykońskiego) robią między sobą dobrowolny dział dóbr, dostaje się Korczyna ze zamkiem karnienieckim i z wsiami Węglówką, Szklarami, Kombornią, Jabłonicą i Zawadą, Henrykowi Kamienieckiemu. W roku 1489 należy Korczyna do Mikołaja i Jana Kamienieckich.
W r. 1502 występuje jako właściciel Korczyny Mikołaj Kamieniecki (hetman), który dług zaciągnięty u Bartłomieja Oględowskiego w kwocie 150 i ¾, grzywny zabezpiecza między innymi na połowie wsi swej dziedzicznej Korczyny, na połowie młyna z dochodami, na całym dworze, na połowie pól ornych do dworu należących i na połowie karczmy. Później ma Korczyna tych samych dziedziców, co i niższy zamek odrzykoński. A więc ma ją Jan Kamieniecki, potem Seweryn Boner.
Po śmierci Seweryna Bonara dzielą się Firlejowie jego dobrami w r. 1593 na zamku w Lublinie. Odrzykoń i Korczynę posiadał Piotr Firlej, wojewoda lubelski i ten dał się we znaki miastu Krosnu, potem Mikołaj Firlej, potem Jan Firlej, kasztelan sanocki. Ten miał syna Andrzeja, ożenionego z Lanckorońską i Werennę córkę, która wyszła za Scypiona, Marszałka Wielkiego Litewskiego. Scypionowie mieli troje dzieci: syna Ignacego, i dwie córki: Annę, i Magdalenę, żonę Rocha Jabłonowskiego, starosty wiślickiego. W ten sposób, Roch Jabłonowski staje się właścicielem Korczyny.
Około r. 1658 występuje jako właściciel Korczyny Zygmunt Fredro z Pleszowic. Nie wiadomo jednak z jakiego tytułu. Niesiecki nazywa go kasztelanem sanockim. Syn jego Jan Karol z Pleszewic, zabity w Warszawie w r. 1669, był starostą krośnieńskim, a również, jak się domyśla Niesiecki, drugi syn Andrzej, był również starostą krośnieńskim.
Syn Rocha, Józef Jabłonowski, starosta korsuński, odziedziczył po ojcu zamek Odrzykoń i Korczynę. Syn jego hr. Leon Jabłonowski (+ 1844) odziedziczył Bratkówkę, Odrzykoń, Krościenko, Czarnorzeki, Krasne, a córka Zofia Jabłonowska, zaślubiona 1° voto Stanisławowi hr. Skarbkowi, 2° v. Aleksandrowi Fredrze z Pleszowic, poecie i słynnemu komediopisarzowi, otrzymała Korczynę, Węglówkę i Sporne. Córka z tego małżeństwa hr. Zofia, ur. 1837 r., zaślubioną została w r. 1861 hr. Janowi Szeptyckiemu, dziedzicowi dóbr Łaszczowskich w Królestwie Polskim a bruchnalskich i innych w Galicyi, i ona jest obecnie właścicielką Korczyny z przyległościami.
Kiedy parafia założona została, niewiadome, a to dlatego, że Firlejowie, przyjąwszy kalwinizm w XVI wieku, zajęli kościół z jego uposażeniem i trzymali przez 30 lat. W tym czasie zaginęły wszystkie dokumenty. Zdaje się jednak, że parafia istniała przed początkiem XVI wieku. Akta biskupie wspominają ją po raz pierwszy pod rokiem 1506. W roku 1621 Sebastian Pelczar, zagrodnik korczyński, wybudował kościół dosyć obszerny, drewniany, który w roku 1622, 24 kwietnia poświęcił Jan Wężyk, biskup przemyski, pod wezwaniem św. Apostołów Piotra i Pawła. Kościół ten był pomalowany. Miał 5 ołtarzy, a mianowicie: Wielki ołtarz z obrazem św. Piotra i boczne z obrazami św. Józefa, św. Krzyża, Najśw. Maryi Panny i św. Anioła Stróża. Parafia obejmowała wieś Korczynę, Sporne, Podzamcze i liczyła dusz 800.
Piotr Firlej, kasztelan lubelski, fundował w roku 1643 prebendę św. Aniołów Stróżów wraz z bractwem, i uposażył nią kapelana zamku niższego, aby powiększyć jego dotacyę.
Przy kościele istnieje szpital, założony i hojnie wyposażony przez Mikołaja Henryka Firleja, kanonika krakowskiego, dziedzica wsi Korczyny z przyległościami, zapisem uczynionym w roku 1694. Ponieważ uposażenie to jest nadzwyczaj ciekawe, dlatego je w całości przytaczam: Naprzód żyta ozimego na osób 12 miary krośnieńskiej korcy 36. Piwa beczkę na każdy tydzień po garncy 45. Na mięso co tydzień złp. 3. Grochu na rok korcy 3. Krup jęczmiennych na rok korzec l, masła fasek 2, sera kóp 2, na Boże Narodzenie jałowicę jedne, na Wielkanoc jałowicę jedne. Na Zielone świątki jałowicę jedne. Na wszystkie święta Najśw. Maryi Panny cielę jedno, na św. Mikołaja cielę. A gdy się te jałowice dawać będą, to już w te tygodnie trzech złotych pomienionych nie dawać. Jałowice zaś powinne być dobrze dawane, aby się każda jałowica dwudziestu złotych stała. Pszenicy na ciasto korcy 2. Na każdą Wielkanoc wieprz karmny jeden, owsa na żur korcy 2, oleju na post kwart 12, rzepy przy kopaniu korcy 6, marchwi korcy 2. Na suknię każdemu ubogiemu na każdy rok na św. Mikołaj po złotych 6. Płótna konopnego na każdego ubogiego łokci 15. W dzień zaduszny każdemu ubogiemu na buty po złotych 2. Ogród ze sadkiem naznacza się, który im dwór powinien pierwej niż swe ogrody dworskie zacznie uprawiać i zasiać swojem nasieniem. Drzewa na każdy tydzień począwszy od pierwszego maja do pierwszego października po furze jednej, od pierwszego zaś listopada do pierwszego maja po fur dwie. Soli ruskiej beczek 2. Na poprawę budynku szpitalnego na każdy rok na św. Marcina do skarbnicy złotych 6. Fundacya i ta zabezpieczona została na dobrach Korczyna, Węglówka, Sporne, Łozy, Podzamcze, Czarnorzeki. W r. 1692 znajdowała się przy kościele szkoła parafialna."
Jak podaje ks. Władysław Sarna:
„Teraźniejszy Kościół murowany, wybudowano w r. 1810 bez żadnego stylu, a poświęcił go w r. 1882 ks. Biskup Ignacy Łobos, Sufragan przemyski. Parafia obejmująca prócz Korczyny, Czarnorzeki i Węglówkę; liczy 5438 dusz. (Szemat. dyec.). Miasteczko posiada aptekę, czteroklasową szkołę, i założony w roku 1893 krajowy naukowy warsztat tkacki. Miasto to jest dlatego szczęśliwe, że nie płaci podatków w całości, tylko w pewnej części, a to z następującego powodu: W roku 1825 założył Maciej Pelczarski fundusz dla ułatwienia gminie korczyńskiej opłaty corocznych podatków. Fundacya ta pozostaje pod zarządem wydziału gminnego i wyposażona jest kapitałem 38.234 złr. 50 ct., a dochód roczny wynosi 1411 złr. 72 et. Miasto ma 4 doroczne jarmarki a mianowicie 3 kwietnia, 15 czerwca, 30 sierpnia i 1 grudnia.
Mieszkańcy zajmują się od dawnych czasów tkactwem. Dawniej sama Korczyna wyrabiała tygodniowo 1000 sztuk płótna po 60 łokci, a okolica 500 sztuk, które odstawiano do komisyi mundurowej w Jarosławiu. Jakiś czas podupadło tkactwo w Korczynie, bo produkowało 300 sztuk tygodniowo i to 200 sztuk na wory, a tylko 100 sztuk cienkiego i drelichu. Płótna korczyńskie odznaczały się trwałością i dobrem wykończeniem, były mniej gumowane niż wyroby fabryk zagranicznych, z tego powodu może łatwiej nawet nieznawca rozpoznać, czy i ile mają w sobie domieszki bawełny. Dawniej były w zachodniej Galicyi poszukiwane korczyńskie serwety i obrusy, odznaczające się pięknem deseniem. Przed rokiem 1882 podupadli mieszkańcy Korczyny, a szczególniej tkacze bardzo. Byli zupełnie w rękach żydowskich. Dla podniesienia tkactwa w Korczynie i uwolnienia rękodzielników z rąk wyzyskiwaczy żydów, zawiązała się w r. 1882 spółka tkaczy z udziałami pod nazwą: Towarzystwo tkaczy pod opieką św. Sylwestra z podwójną poręką zapisaną. Wskutek nakładowego kapitału i sprowadzenia ulepszonych warsztatów tkackich stawały się wyroby coraz doskonalsze tak, że wkrótce mogły rywalizować z zagranicznymi i zyskały uznanie na wystawach w Przemyślu, w Rzeszowie i w Krakowie.
W roku 1886 założono szkołę dla wykształcenia tkackich rzemieślników; z początku było tylko 2 uczniów, a w r. 1893 było ich 15. Obecnie przemysł tkacki korczyński znowu uzyskał dawną świetność. Największą zasługę około podniesienia tkactwa w Korczynie położył miejscowy proboszcz, ks. Kań. Jan Szalay, a dopomagali mu tak poprzedni, jak i obecny marszałek powiatowy i niektórzy inteligentni mieszkańcy Krosna."

## Położenie
Gmina Korczyna leży na południu Polski w województwie podkarpackim. Powierzchnia powiatu krośnieńskiego, w którym leży gmina, jest urozmaicona i malownicza. Południowa część jest górzysta, stolica powiatu położona jest wśród rozległych równin, które ciągną się od Krosna na południe, zachód i północny zachód. Beskid Niski, na którego terenie leży powiat biegnie w kierunku południowo-wschodnim.
Gmina Korczyna znajduje się w części górzystej powiatu, której wzgórza stanowią wysokie działy w kolanie Wisłoka. Kierunek tych wzgórz jest wschodnio-zachodni, a w części północny. Jedne z nich rozciągają się wzdłuż rzeki Wisłok, jak np. Marynkowska Góra o wysokości 330 m n.p.m. Inne wzgórza ciągną się równolegle do doliny Wisłoka, jak pasmo rozpoczynające się w Komborni, a ciągnące się przez Kombornię, Korczynę. Pasmo to kończy się Łysą Górą i Górą Zamkową, na której znajdują się ruiny zamku odrzykońskiego. W paśmie tym w obrębie Czarnorzek znajdują się skały zwane "Prządki".
Prawie równolegle do wzgórz Łysa Góra i Góra Zamkowa wznoszą się dwa najwyższe wzgórza: Królewska Góra (548 m) i Czarnorzeki (593 m). W północno-zachodnim kierunku od Królewskiej Góry wznosi się wzgórze Wyrwak (425 m), a w kierunku północno-zachodnim od Węglówki wznosi się wzgórze we wsi Rzepnik (444 m). Prawie równolegle do wymienionych wzgórz w kierunku północno-wschodnim rozciąga się pasmo Kiczary głównie mające dwa wzgórza w rejonie Węglówki.
W rejonie wsi Bonarówka występuje pasmo gór wznoszące się po obu stronach potoku Bonarówka. Najwyższe wzgórze w tym paśmie ma 420 m.
W granicach wsi Krasna ciągną się wzgórza, jedne wzdłuż potoku Krasna, inne na wschód i północ od tegoż. Wzgórza w tym paśmie poprzecinane są dolinami, w których powstały wsie. Dawniej pokryte lasami, dziś z lasów pozostało niewiele, ale nadal należą do okolic zalesionych.
Największą rzeką jest Wisłok, do którego wpływa z prawego brzegu Ślączka, która zbiera liczne potoki z gminy Korczyna (najznaczniejszy Śmierdziączka). Czarny Potok wypływający we wsi Czarnorzeki płynie przez Węglówkę, wpada do rzeczki Wysoka, pobocznej Wisłoka. Przez wieś Bonarówka płynie potok Bonarówka, a przez Krasną- Mała Krasna i oba wpadają do Stobnicy.
Na terenie gminy, w Węglówce, rośnie jeden z najstarszych polskich dębów – Poganin. Drzewo ma około 640 lat i niemal 900 cm obwodu.

## Struktura powierzchni
Według danych z roku 2002 gmina Korczyna ma obszar 92,44 km², w tym:
- użytki rolne: 57%
- użytki leśne: 36%

Gmina stanowi 10,01% powierzchni powiatu.

## Demografia

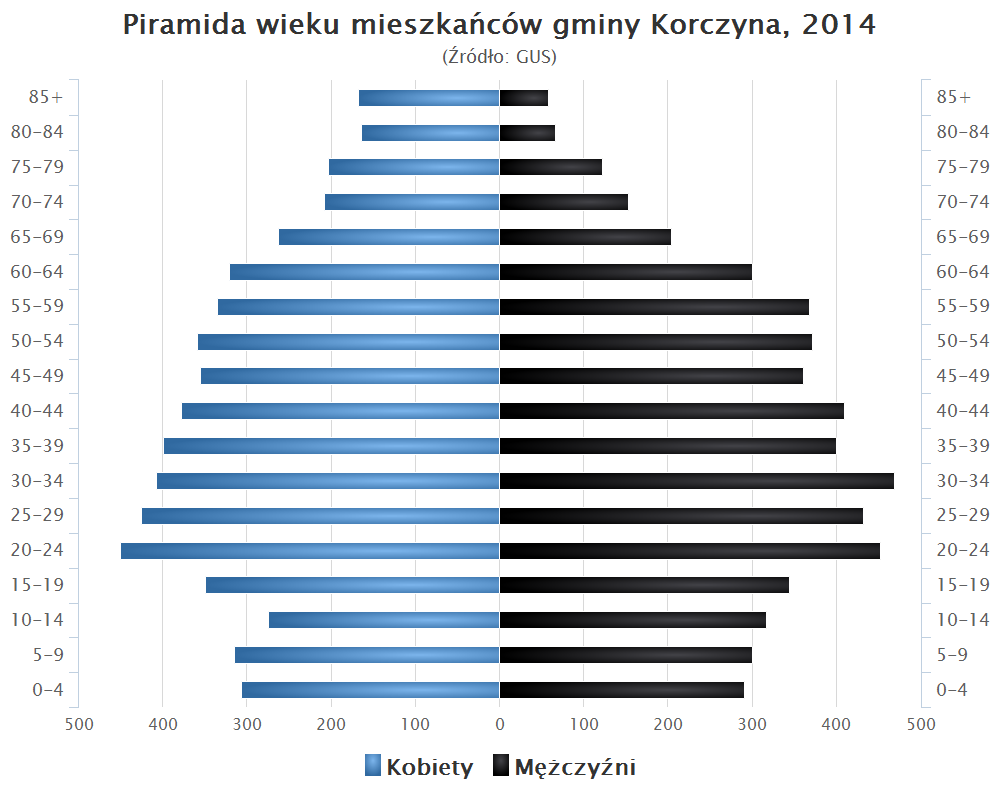
Piramida wieku mieszkańców gminy Korczyna w 2014 roku

Dane z 31.12.2017 roku
| Opis                              | Ogółem | Ogółem | Kobiety | Kobiety | Mężczyźni | Mężczyźni |
| --------------------------------- | ------ | ------ | ------- | ------- | --------- | --------- |
| jednostka                         | osób   | %      | osób    | %       | osób      | %         |
| populacja                         | 11 179 | 100    | 5701    | 51      | 5478      | 49        |
| gęstość zaludnienia (mieszk./km²) | 120    | 120    | 61      | 61      | 59        | 59        |

## Sołectwa
Czarnorzeki, Iskrzynia, Kombornia, Korczyna, Krasna, Węglówka, Wola Komborska

## Sąsiednie gminy
Haczów, Jasienica Rosielna, Krosno, Krościenko Wyżne, Niebylec, Strzyżów, Wojaszówka